# Georges Izambard
George Alphonse Fleury Izambard (11 de diciembre de 1848 - febrero de 1931) fue un profesor francés de retórica, conocido especialmente por haber sido profesor del poeta Arthur Rimbaud.
Izambard fue nombrado, en enero de 1870, profesor en el colegio de Charleville, donde no tarda en notar entre sus 25 estudiantes a un tal Arthur Rimbaud. El muchacho mostraba un desempeño y conocimientos en extremo avanzados para su corta edad, por lo que Izambard lo toma bajo su tutela y entabla amistad con él.
En mayo de 1870 la madre de Rimbaud le escribió al profesor Izambard una queja referente al haber permitido leer a Rimbaud el libro Los miserables de Victor Hugo, libro que Izambard mismo le había prestado a Rimbaud.
En mayo de 1871, Rimbaud le envió una de las llamadas Cartas del vidente. En esta carta (que incluye el poema El corazón atormentado), afirma que quiere ser poeta, y que está trabajando para convertirse en un "vidente":
Je veux être poète, et je travaille à me rendre voyant : vous ne comprendrez pas du tout, et je ne saurais presque vous expliquer. Il s'agit d'arriver à l'inconnu par le dérèglement de tous les sens. Les souffrances sont énormes, mais il faut être fort, être né poète, et je me suis reconnu poète. Ce n'est pas du tout ma faute. C'est faux de dire : Je pense : on devrait dire : On me pense. − Pardon du jeu de mots. − Je est un autre. Tant pis pour le bois qui se trouve violon, et nargue aux inconscients, qui ergotent sur ce qu'ils ignorent tout à fait !
Traducción:
Quiero ser poeta y me estoy esforzando en hacerme vidente: ni va usted a comprender nada, ni apenas yo sé expresárselo. Ello consiste en alcanzar lo desconocido por el desarreglo de todos los sentidos. Los padecimientos son enormes, pero hay que ser fuerte y haber nacido poeta, y yo me he dado cuenta de que soy poeta. No es en modo alguno culpa mía. Nos equivocamos al decir: yo pienso: deberíamos decir: me piensan. — Perdón por el juego de palabras. — Yo es otro. Tanto peor para la madera que se descubre violín, ¡y mofa contra los inconscientes, que pontifican sobre lo que ignoran por completo!
Pero también es esta carta la que termina con la amistad de ambos, pues Izambard, al no comprender el sentido del poema que Rimbaud incluía en la misma; creyó que el joven poeta estaba simplemente burlándose de él.